# Istiochrysis ziliolii
Istiochrysis ziliolii (лат.) — вид ос-блестянок, единственный в составе рода Istiochrysis из подсемейства Chrysidinae. Название Istiochrysis ziliolii дано в честь Michele Zilioli, энтомолога, который предоставил электронно-сканирующие снимки SEM для данного исследования, а также другие снимки для исследования по китайским Chrysididae.

## Распространение
Китай.

## Описание
Длина — 5 мм. Ярко-окрашенные металлически блестящие осы. Тело синее, с тёмно-синими участками дорсально на метасоме. Клипеус и нижняя часть лица металлически зелёная с золотистыми отблесками. Скапус, педицель и членик жгутика F1 металлически-зелёные с золотистыми отблесками; остальная часть жгутика чёрная. Тегула металлически-синяя. Ноги с коксами, трохантерами, бёдрами и голенями металлически-синие, а лапки чёрные. Стерниты от зелёного до синего. Голова и мезосома с серыми до черноватых длинными волосками. Метасома с серыми до беловатых длинными волосками. Задний край третьего тергита брюшка ровный без зубцов. Предположительно, как и другие виды гнездовые паразиты одиночных сфекоидных ос (Crabronidae). Период лёта: август
Сходен с неотропическим и неарктическим родом Caenochrysis Kimsey & Bohart, 1981 и палеарктическими и ориентальными родами Chrysidea Bischoff, 1913 и Trichrysis Lichtenstein, 1876. Однако Istiochrysis может быть отделён от Caenochrysis, Chrysidea и Trichrysis по следующим признакам: мужские гениталии с расширенным продольным гребнем на эдеагусе; вершина эдеагуса увеличена и сложена латерально (не расширена у других родов и сужается у Caenochrysis); лицевая ямка между усиковой впадиной и нижним краем глаза едва заметна, неглубоко вдавлена и мелко пунктирована (обычно глубоко вдавлена у Caenochrysis); переднеспинка без сублатерального киля (обычно с сублатеральным килем у Trichrysis); дисковидная ячейка переднего крыла с тонкой и полностью склеротизованной внешней жилкой (слабая у Chrysidea); вершина тергита T3 без зубцов (латерально зубчатая и медиально волнистая у Chrysidea, трехзубчатая у Trichrysis); стернит S2 с крупными, субпрямоугольными, чёрными пятнами, простирающимися до боковых краев, в чем-то схожими с таковыми у рода Praestochrysis Linsenmaier, 1968 (маленькие, субовальные, не доходящие до боковых краев у Caenochrysis; субовальные и раздельные у Chrysidea, субтреугольные и медиально слитые или почти слитые у Trichrysis). Вид был впервые описан в 2016 году итальянско-швейцарским энтомологом Паоло Роза (Paolo Rosa; Natur-Museum Luzern, Люцерн, Швейцария) и его китайскими коллегами Jun Feng и Zai-Fu Xu (Z.F.Xu) (все из Department of Entomology, South China Agricultural University, Гуанчжоу, Китай).